# 1983-as US Open (tenisz)
Az 1983-as US Open az év harmadik Grand Slam-tornája volt. A US Open teniszbajnokságot ebben az évben 103. alkalommal rendezték meg augusztus 30–szeptember 11. között. A férfiaknál az amerikai Jimmy Connors megvédte címét, a nőknél a szintén amerikai Martina Navratilova győzött.

## Döntők

### Férfi egyes
Jimmy Connors -   Ivan Lendl,  6–3, 6–7(2), 7–5, 6–0

### Női egyes
Martina Navratilova -  Chris Evert-Lloyd, 6–1, 6–3

### Férfi páros
Peter Fleming /  John McEnroe -  Fritz Buehning /  Van Winitsky, 6–3, 6–4, 6–2

### Női páros
Martina Navratilova /  Pam Shriver -  Rosalyn Fairbank /  Candy Reynolds,  6–7(4), 6–1, 6–3

### Vegyes páros
Elizabeth Sayers /  John Fitzgerald -  Barbara Potter /  Ferdi Taygan, 3–6, 6–3, 6–4

## Juniorok

### Fiú egyéni
Stefan Edberg –  Simon Youl 6–2, 6–4

### Lány egyéni
Elizabeth Minter –  Marianne Werdel 6–3, 7–5

### Fiú páros
Mark Kratzmann /  Simon Youl –  Patrick McEnroe /  Brad Pearce 6–1, 7–6

### Lány páros
Ann Hulbert /  Bernadette Randall –  Natasha Reva /  Larisza Szavcsenko 6–4, 6–2